# Quekettia jenmanii
Quekettia jenmanii là một loài thực vật có hoa trong họ Lan. Loài này được Rchb.f. miêu tả khoa học đầu tiên năm (.